# Teng Yi
Teng Yi (滕义S, Téng YìP; 1964) è un ex tennistavolista cinese.
Negli anni ottanta è stato uno dei più importanti giocatori cinesi. In carriera ha vinto diverse medaglie ai mondiali e ai Giochi Asiatici e inoltre ha vinto la Coppa del mondo in singolo nel 1987. Utilizzava l'impugnatura occidentale.